# Mistrzostwa Ukrainy w Skokach Narciarskich 2012
Mistrzostwa Ukrainy w Skokach Narciarskich 2012 – zawody, które wyłoniły najlepszych skoczków narciarskich na Ukrainie w roku 2012. Wszystkie konkursy przeprowadzono w marcu 2012 roku w miejscowości Worochta. Rozegrano dwa konkursy indywidualne i jeden drużynowy.
Pierwszy konkurs na skoczni K–90 odbył się 3 marca. Po skokach na odległość 100 i 91 metrów zwycięstwo odniósł Witalij Szumbareć. Drugi był Andrij Kalinczuk (90 i 79 m), a trzeci Wasyl Żurakiwśkyj (88 i 88 m). W drugim konkursie indywidualnym ponownie triumfował Szumbareć (90,5 i 102,5 m), wyprzedzając Żurakiwskiego (92 i 94,5 m) oraz Witalija Kaliniczenkę (88 m i 96 m). W konkursie drużynowym zwyciężyła ekipa z Tarnopolu.

## Medaliści
| Konkurs | Złoto                                                                                      | Srebro                                                                                           | Brąz                                                                                |
| ------- | ------------------------------------------------------------------------------------------ | ------------------------------------------------------------------------------------------------ | ----------------------------------------------------------------------------------- |
| K–90    | Witalij Szumbareć                                                                          | Andrij Kalinczuk                                                                                 | Wasyl Żurakiwśkyj                                                                   |
| K–90    | Witalij Szumbareć                                                                          | Wasyl Żurakiwśkyj                                                                                | Witalij Kaliniczenko                                                                |
| Druż.   | Tarnopol I 1. Serhij Drozdow 2. Wiktor Pasicznyk 3. Wasyl Żurakiwśkyj 4. Witalij Szumbareć | Iwano-Frankiwsk 1. Taras Dyśko 2. Witalij Kaliniczenko 3. Wołodymyr Werediuk 4. Andrij Kalinczuk | Tarnopol II 1. Pawło Krutiuk 2. Ołeh Wiliwczuk 3. Rusłan Bałanda 4. Walerij Morozow |